# Schleuse Venhaus
Die Schleuse Venhaus ist eine Schleuse am Dortmund-Ems-Kanal (DEK). Sie liegt im Ortsteil Venhaus der Gemeinde Spelle, im Süden des Landkreises Emsland.
Die Schleuse Venhaus (DEK-km 126,6) gehört zur so genannten Schleusentreppe Rheine. Auf diesem rund 29 Kilometer langen Kanalabschnitt zwischen der Schleuse Bevergern (DEK-km 109,3) und der Schleuse Gleesen (DEK-km 137,9) wird ein Höhenunterschied von knapp 29 Metern überwunden. Auf dem Wasserweg von Bevergern nach Gleesen müssen noch drei weitere Schleusen passiert werden: Rodde (DEK-km 112,5), Altenrheine (DEK-km 117,9) und Hesselte (DEK-Km 134,5).
Die Schleuse Venhaus wird vom Wasserstraßen- und Schifffahrtsamt Westdeutsche Kanäle betrieben. Sie hat eine mittlere Fallhöhe von 3,5 m und wird täglich, außer an Feiertagen, von 06:00–22:00 Uhr von der Leitzentrale Bergeshövede bedient und überwacht.

## Schleusenkammern
Kleine Schleuse
Die erste Schleuse wurde 1898 erbaut. Die Schleusenkammer ist rund 67 m lang, 8,60 m breit und nicht mehr in Betrieb.
Große Schleuse
Bereits 1914 wurde eine weitere Schleusenkammer in Betrieb genommen. Sie ist rund 162 m lang, 10 m breit und mit diesen Abmessungen maximal für Europaschiffe geeignet.
Neue Schleuse
Im Jahr 2020 wurde der Bau einer neuen Schleusenkammer begonnen. Mit einer Nutzlänge von 140 m und einer Breite von 12,5 m wird sie die Passage von Großmotorgüterschiffen ermöglichen. Die neue Schleuse soll zwischen den beiden alten Kammern errichtet werden, so dass die Große Schleuse auch während der Bauarbeiten sicher betrieben werden kann. Nach ihrer Inbetriebnahme (voraussichtlich 2022[veraltet]) soll der Umbau und Teilabriss der alten Bauwerke erfolgen.